# イギリス・バプテスト伝道会社
イギリス・バプテスト伝道会社（英:Baptist Missonary Society、略称:BMS）は、イギリスのバプテスト派の海外宣教の団体である。現在は、"BMS World Mission"である。
1792年ウィリアム・ケアリーによってパティキュラー・バプテスト独自の外国宣教の必要の訴えられて、海外宣教団体が組織される。これは、ロンドン宣教会に次ぐ大規模な組織になる。
1809年にビルマに、1812年にセイロン島に、1813年に東インドに、1845年に清国に、1878年に日本に宣教師を派遣する。そのほか、中南米、アフリカなどに宣教師を派遣する。
日本へは1878年（明治11年）に、W・J・ホワイトを派遣した。アメリカ・バプテスト宣教連合と協力して伝道し、本所浸礼教会、1887年には栃木教会を設立した。
1890年に本部がアフリカ伝道に力を入れるために、日本宣教を打ち切る。日本教区はアメリカ・バプテスト宣教連合に委任される。